# European Quality Improvement System
 (juin 2014).
Si vous disposez d'ouvrages ou d'articles de référence ou si vous connaissez des sites web de qualité traitant du thème abordé ici, merci de compléter l'article en donnant les références utiles à sa vérifiabilité et en les liant à la section « Notes et références ».
European Quality Improvement System (ou EQUIS) est un système d'accréditation spécialisé dans les écoles de commerce ou de management. L'accréditation est accordée par la European Foundation for Management Development, un organisme européen basé à Bruxelles. 

## Histoire
EQUIS a été lancé en 1997 par la European Foundation for Management Development (EFMD), une organisation européenne basée en Belgique. L'EFMD, fondée en 1971, avait constaté une nécessité croissante de standardiser et d'améliorer la qualité de l'éducation commerciale en Europe, notamment face à la globalisation de l'enseignement supérieur et de l'industrie. EQUIS est né de cette ambition, visant à fournir un cadre d'évaluation robuste et complet pour les écoles de commerce, en se concentrant non seulement sur l'excellence académique, mais aussi sur la pertinence de l'enseignement pour le monde professionnel,.
Au fil des années, la portée d'EQUIS s'est étendue bien au-delà de l'Europe, avec des institutions du monde entier cherchant à obtenir cette prestigieuse accréditation. La croissance rapide d'EQUIS et son adoption mondiale reflètent l'importance croissante accordée à l'éducation de qualité dans le domaine des affaires et à la nécessité pour les écoles de se distinguer dans un paysage éducatif de plus en plus compétitif.
Ce développement historique a permis à EQUIS de se positionner comme une des principales références mondiales en matière d'accréditation pour les écoles de commerce, aux côtés d'autres organismes tels que l'AACSB et l'AMBA.

## Objet de l'accréditation

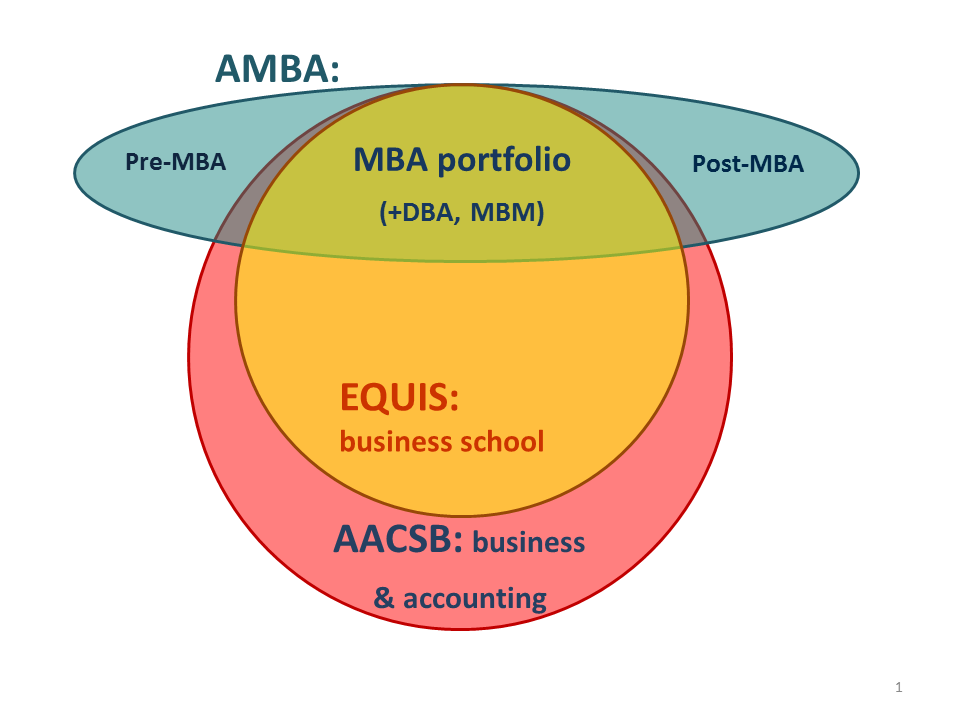
Scope of business school accreditation for AACSB, EQUIS and AMBA

Pour obtenir l'accréditation, l'école doit montrer un haut niveau général de qualité dans ses activités (qualité de l'enseignement, de la pédagogie, capacité d'innovation, activité de recherche, relation avec le monde de l'entreprise), mais également un important degré d'internationalisation,.
Depuis 2015, la responsabilité sociétale (éthique, responsabilité, durabilité) fait également partie des critères évalués.
À noter que l'EFMD délivre également un autre type de label, le label EFMD Programme Accredited, précédemment EPAS, qui lui vise à accréditer un programme de formation.

## Processus d'accréditation
La procédure d'accréditation peut durer plusieurs années. Si l'école est éligible, elle doit présenter un rapport d'auto-évaluation sur le corps professoral, le développement personnel des étudiants, l’accueil, l’international, l’éthique, l’accompagnement, la recherche, la sélection des étudiants, les anciens élèves, l’aide aux étudiants, les campus à l’étranger, les salaires. Ce rapport sert de base de travail aux auditeurs pour la revue sur site. Le rapport final des auditeurs est ensuite présenté au comité d'accréditation de l'EFMD pour statuer sur l'accréditation.  
L'accréditation EQUIS peut être accordée pour trois ans (avec des rapports d'avancement annuels sur les domaines d'amélioration exigés) ou pour cinq ans (avec un rapport d'avancement à mi-parcours sur les objectifs de développement exigés),.

## Écoles accréditées EQUIS par l'EFMD
En septembre 2010, l'EFMD avait accrédité 126 établissements dans 35 pays différents.  
À la fin de l'année 2021, le réseau comptait 204 écoles accréditées EQUIS, dans 45 pays différents. 97 écoles EQUIS (47%) sont situées hors d'Europe, dans 25 pays différents. 75 écoles ont été accréditées pour 3 ans (37%) et 129 écoles pour 5 ans (63%). 
En 20 ans, l'organisme de certification européen a également retiré son accréditation EQUIS à neuf écoles qui ne l’ont jamais retrouvée, l’a refusée à 21 écoles éligibles en fin de processus et refusé 14 autres écoles éligibles avant même les premiers audits. 